# Чумикан
Чумикан је административни центар Тугуро-Чумиканског дистрикта у Хабаровској покрајини и насеље (село) у Русији. Часовна зона је UTC +10.

## Историја
Пре Руског досељавања, на простору Чумикана живели су Јакути и Евенки. Основано је 1885 као рибарска лука на Охотском мору. 20-их година 20. века сво злато је било ископано. Био је један од центара отпора Октобарске револуције.

## Становништво
| Година | Становници | Разлика |
| ------ | ---------- | ------- |
| 1959   | 1361       |         |
| 1970   | 1172       | -189    |
| 1979   | 1416       | 244     |
| 1989   | 1748       | 332     |
| 2002   | 1344       | -404    |
| 2010   | 1154       | -190    |
| 2011   | 1147       | -7      |
| 2012   | 1091       | -56     |